# Robert Kirakosjan
Robert Kirakosjan (orm. Ռոբերտ Կիրակոսյան) – ormiański zapaśnik walczący w stylu klasycznym. Brązowy medalista wojskowych MŚ w 2014. Szósty w Pucharze Świata w 2012. Trzeci na ME kadetów w 2004 roku.